# Hypena obsoleta
Hypena obsoleta là một loài bướm đêm thuộc họ Erebidae. Nó là loài đặc hữu của Kauai, Oahu, Molokai, Maui, Lanai và Hawaii.
Ấu trùng ăn Paspalum conjugatum và dãy núi other grasses in the